# Izhar Cohen
Izhar Cohen, auch Yizhar Cohen (hebräisch יִזְהָר כֹּהֵן; * 13. März 1951 in Givʿatajim) ist ein israelischer Sänger.

## Erste Teilnahme am Eurovision Song Contest
Izhar Cohen nahm mit seiner Background-Gruppe The Alphabeta (bestehend aus Reʾuven Erez, Lisa Gold-Rubin, Nehama Shutan, Ester Tzuberi und Itzchak Okev, auch The Alpha-Beta geschrieben) am israelischen Vorentscheid zum Eurovision Song Contest 1978 teil. Mit dem von Nurit Hirsh komponierten und Ehud Manor getexteten Lied A-ba-ni-bi landete er mit den Kandidaten Chedva Amrani & Pilpel Lavan punktgleich auf dem ersten Platz, erhielt aber von den abstimmenden Jurys den Zuschlag, Israel beim Wettbewerb in Paris zu vertreten. Beim Eurovision Song Contest in Paris war er nicht minder erfolgreich, er belegte mit 157 Punkten den ersten Platz vor den Vertretern aus Belgien und Frankreich. Die englische Fassung des Liedes wurde europaweit als Single veröffentlicht und erreichte unter anderem in der Schweiz den vierten Platz in den Singlecharts und in Schweden Platz neun.
Cohen war der erste israelische Sieger im Wettbewerb, damit war Israel auch das erste nicht-europäische Land, das als Sieger hervorging. Bei seiner Rückkehr nach Tel Aviv wurde er von Tausenden Menschen empfangen, die ihn wie einen Helden feierten.

## Zweite Teilnahme am Eurovision Song Contest
1982 versuchte Cohen Israel erneut beim Wettbewerb zu vertreten, landete aber im Vorentscheid nur auf dem siebten Platz mit dem Titel El haʾor. 1985 nahm er erneut an der israelischen Vorausscheidung teil und gewann diesmal mit dem Lied Olé, olé (komponiert von Kobi Oschrat, Text geschrieben von Chamutal Ben Seʾev) das Ticket für Göteborg. Beim Eurovision Song Contest in Schweden erreichte er den fünften Platz mit 93 Punkten unter 19 Teilnehmern. Obwohl der Titel auch auf Englisch und Französisch aufgenommen wurde und in vielen Ländern veröffentlicht wurde, konnte er sich international nicht in den Charts platzieren.
Noch zwei weitere Male trat Cohen im israelischen Vorentscheid an: Im Duett mit Vardina und dem Lied Musica hi neschika la'netzach wurde er 1987 Fünfter. Fast zehn Jahre später versuchte er es erneut mit einem Duett, doch auch Alpajim mit Allon Jan scheiterte 1996 im Vorentscheid auf Platz zehn.
Cohen tritt weiterhin mit seinen Eurovisionsliedern auf und hat sich in der Zwischenzeit als Schmuckdesigner ein zweites Standbein aufgebaut. Er verkauft seine Kreationen nicht nur online, sondern auch in einem eigenen Geschäft in Tel Aviv.

## Diskografie

### Alben
- 1976: Hidden Dreams
- 1978: Make A Little Love (mit The Alphabeta)
- 1985: הבטחה
- 1987: צומת דרכים
- 1988: יזהר
- 1993: לגעת במים לגעת ברוח
- 2000: אגדה ישראלית

### Singles (Auswahl)
- 1978: A-Ba-Ni-Bi (mit The Alphabeta)
- 1978: Make A Little Love (mit The Alphabeta)
- 1978: Illusions (mit The Alphabeta)
- 1982: El ha’or
- 1985: Olé, olé
- 1996: Alpajim (mit Alon Jan)
- 2000: ניגונה של השכונה